# 14 км (платформа Горьковского направления)
14 км — остановочный пункт Горьковского направления Московской железной дороги на однопутной ветке Павловский Посад — Электрогорск. Расположена на юге города Электрогорска Павлово-Посадского городского округа Московской области.
Остановочный пункт имеет одну высокую боковую пассажирскую платформу полной длины (рассчитана на приём двенадцативагонного электропоезда). Платформа расположена с восточной стороны от пути. Турникетами не оборудована.
С 2009 года касса на платформе закрыта по причине нерентабельности.
На платформе имеют остановку все проходящие в обоих направлениях электропоезда. Билеты для проезда приобретаются непосредственно в поездах у разъездных кассиров.
Вблизи платформы расположена конечная остановка «Мебельный комбинат» автобусного маршрута № 5 «Мебельный комбинат — ул. Калинина».
6 апреля 2020 года платформа открылась после реконструкции.

## Состояние платформы и прилегающей территории
Пассажирская платформа в течение длительного времени не подвергалась ремонту и к весне 2013 года пришла в предаварийное состояние: на плитах образовались ямы и провалы, у ведущей на платформу пешеходной лестнице обвалились ступеньки и были сломаны перила. Система электроосвещения платформы находится без должного техобслуживания, закрытый кассовый павильон оказался в бесхозном состоянии.
Также неудовлетворительно обстоит дело с уборкой мусора с платформы и прилегающей территории, принадлежащей ОАО «РЖД».
В августе 2010 года и в мае 2011 года в расположенном южнее платформы лесу произошли пожары, причём во втором случае причиной возгорания стала халатность гастарбайтеров, нанятых для уборки прилегающей к путям территории от сухих веток и деревьев.